# Montichelvo
Montichelvo (hiszp. wym. [montiˈtʃelvo]), Montitxelvo (walenc. wym. [montiˈtʃɛlvo]) – gmina w Hiszpanii, w prowincji Walencja, we wspólnocie autonomicznej Walencja, o powierzchni 8,16 km². W 2011 roku liczyła 676 mieszkańców.